# Lisa Gunnarsson
Lisa Gunnarsson (ur. 20 sierpnia 1999) – szwedzka lekkoatletka specjalizująca się w skoku o tyczce.
W 2015 była piąta na juniorskich mistrzostwach Europy oraz zdobyła srebro letniego olimpijskiego festiwalu młodzieży. 28 maja 2016 w Pézenas skoczyła 4,50, ustanawiając nowy nieoficjalny rekord świata juniorów młodszych w skoku o tyczce. Siódma zawodniczka światowego czempionatu U20 w Bydgoszczy (2016). W 2017 zajęła 6. miejsce podczas halowych mistrzostw Europy w Belgradzie.
Medalistka mistrzostw Szwecji oraz reprezentantka kraju w meczach międzypaństwowych.
Rekordy życiowe: stadion – 4,65 (24 marca 2022, Austin); hala – 4,56 (12 marca 2021, Fayetteville).

## Osiągnięcia
| Rok  | Impreza                             | Miejsce    | Lokata            | Wynik |
| ---- | ----------------------------------- | ---------- | ----------------- | ----- |
| 2015 | Mistrzostwa Europy juniorów         | Eskilstuna | 5. miejsce        | 4,10  |
| 2015 | Letni europejski festiwal młodzieży | Tbilisi    | 2. miejsce        | 4,15  |
| 2016 | Mistrzostwa Europy                  | Amsterdam  | el. – 24. miejsce | 4,00  |
| 2016 | Mistrzostwa świata juniorów         | Bydgoszcz  | 7. miejsce        | 4,10  |
| 2017 | Halowe mistrzostwa Europy           | Belgrad    | 6. miejsce        | 4,55  |
| 2017 | Mistrzostwa Europy juniorów         | Grosseto   | 1. miejsce        | 4,40  |
| 2017 | Mistrzostwa świata                  | Londyn     | el. – 17. miejsce | 4,35  |
| 2018 | Mistrzostwa świata juniorów         | Tampere    | 2. miejsce        | 4,35  |
| 2018 | Mistrzostwa Europy                  | Berlin     | el. – 13. miejsce | 4,35  |
| 2021 | Młodzieżowe mistrzostwa Europy      | Tallinn    | 3. miejsce        | 4,40  |
| 2022 | Mistrzostwa świata                  | Eugene     | el. – 16. miejsce | 4,35  |
| 2022 | Mistrzostwa Europy                  | Monachium  | el. – 24. miejsce | 4,10  |